# Sings the Ballads of the True West
Sings the Ballads of the True West es uno de los tantos álbumes conceptuales del cantante country Johnny Cash lanzado en 1965, este CD contiene 20 canciones y como el nombre lo menciona la mayoría son baladas y canciones relacionadas con la historia del Viejo Oeste NorteAmericano y aparecen canciones como "The Ballad of Boot Hill" y "Streets of Laredo" de Carl Perkins y el único sencillo del álbum "Mr. Garfield" que describe el shock de la población norteamericana después del asesinato del presidente James Garfield, la canción "25 Minutes to Go" será interpretada por Cash en 1968 en la prisión de Folsom y será incluida en el famoso CD At Folsom Prison. Este CD fue reeditado bajo el sello Legacy Recordings en el 2002 con 2 canciones nuevas.

## Canciones
1. Hiawatha's Vision - 2:25
2. The Road to Kaintuck - 2:43
3. The Shifting Whispering Sands, Part I - 2:54
4. The Ballad of Boot Hill - 3:48
5. I Ride an Old Paint - 2:58
6. Hardin Wouldn't Run - 4:19
7. Mr. Garfield - 4:35
8. Streets of Laredo - 3:39
9. Johnny Reb - 2:50
10. A Letter from Home - 2:35
11. Bury Me Not on the Lone Prairie - 2:26
12. Mean as Hell - 3:07
13. Sam Hall - 3:15
14. 25 Minutes to Go - 3:14
15. The Blizzard - 3:53
16. Sweet Betsy from Pike - 3:57
17. Green Grow the Lilacs - 2:47
18. Stampede - 4:01
19. The Shifting Whispering Sands, Part II - 2:28
20. Reflections - 2:58

### Canciones extras
1. Rodeo Hand - 2:27
2. Stampede - 1:07

## Personal
- Johnny Cash: vocalista
- Luther Perkins: guitarra
- Norman Blake: guitarra acústica
- Jack Clement: guitarra acústica
- Bob Johnson: guitarra de 12 cuerdas/flauta/banjo/mandocello
- Marshall Grant: bajo
- W.S. Holland: percusión
- Bill Pursell: piano
- Charlie McCoy: armónica
- The Carter Family: vocalistas de fondo
- The Statler Brothers: vocalistas de fondo

## Posicionamiento
Canciones - Billboard (América del Norte)
| Año  | Canción        | Tabla             | Posición |
| ---- | -------------- | ----------------- | -------- |
| 1965 | "Mr. Garfield" | Canciones Country | 15       |